# Družkivka
Družkivka (in ucraino Дружківка?, in russo Дружковка?, Družkovka) è una città ucraina (31 000 abitanti) nel distretto di Kramators'k, nell'Oblast' di Donec'k. Ospita l'amministrazione della comunità territoriale di Družkivka, una delle comunità territoriali dell'Ucraina.
Fino al 18 luglio 2020 Družkivka costituiva una città di rilevanza regionale e non apparteneva a nessun distretto. Come parte della riforma amministrativa dell'Ucraina, che ridusse a otto il numero di distretti dell'oblast' di Donec'k, la città fu integrata nel distretto di Kramators'k.

## L’invasione dell’Ucraina da parte della Russia nel 2022
La cittadina è stata bombardata dall’esercito russo il 9 luglio 2022.